# منطقة شاندرمان
منطقة شاندرمان (بالفارسية: بخش شاندرمن) هي ناحية في مقاطعة ماسال، محافظة غيلان، إيران. حسب تعداد عام 2016، بلغ عدد سكانها 22,007 في 6,955 الأسر. تتكون المنطقة من مدينة واحدة، هي: بازار جمعة، ومنطقتين ريفيتين (dehestan): منطقة شاندرمان الريفية، ومنطقة شيخ نيشين الريفية.